# Northern ballad no. 2
Northern ballad no. 2 is compositie van Arnold Bax.
Van de ontstaansgeschiedenis van het werk is weinig bekend, het originele manuscript was zoek. Het uiteindelijke werk draagt wel een datering januari 1934, maar men vermoedt dat Bax er al veel eerder aan begon. Na de Northern ballad no. 1 en dit werk, zou Bax ook van plan geweest te zijn om een nummer drie te maken. Boven een van de manuscripten van Bax bevindt zich een werk waar alleen III boven staat, de voorgaande droegen in oorsprong alleen de titels I en II. 
Van dit werk zijn in 2017 twee opnamen verkrijgbaar, beide voor het Chandos, beide voorzien van een begeleidende tekst van Lewis Foreman en beide onder leiding van Vernon Handley. Handley is daarbij specialist in het uitvoeren van vergeten werken van Britse componisten. De tweede uitgave had als voordeel dat toen de studie naar Bax’ oeuvre door Graham Parlett grotendeels afgerond was. Toch werd er in de periode tussen de eerste en tweede opname nauwelijks meer bekend over dit werk. In beide opnamen werd verwezen naar een meer Sibeliusachtige stijl. Bax zelf: "I have never been able to discover whether I like this piece or not". Na de première stelde hij zijn mening bij: "The performance of the Ballad was certainly not perfect, but all the same I liked the piece far better than I thought I did". Adam Carse (1878-1958), aan wie het is opgedragen, was een collegacomponist van Bax.
De première van dit orkestwerk zou op 16 februari 1946 hebben plaatsgevonden onder leiding van Basil Cameron. Daarna verdween het in de la om er pas in 1977 weer uit te komen voor het amateurorkest Kensington Symphony Orchestra. De opname uit 1986 is dan de derde keer dat het werk op de lessenaars kwam.
Orkestratie:
- solopiano
- 3 dwarsfluiten (waarvan III ook piccolo), 2 hobo’s, 1 althobo, 2 klarinetten, 1 basklarinet, 2 fagotten, 1 contrafagot
- 4 hoorns, 3 trompetten, 3 trombones, 1 tuba
- pauken, percussie, 1 harp
- violen, altviolen, celli, contrabassen